# 利国站
利国站是一个京沪线上的铁路车站，位于江苏省徐州市铜山区利国镇，中心里程位于京沪线K766+050处，邮政编码为221138。车站建于1910年，建站后长期属于济南铁路局徐州铁路分局管辖。由于利国镇矿产资源丰富，车站承担当地矿石和生铁外运业务。2000年后由于当地矿井关闭，车站货运量逐渐萎缩，2006年彻底停办。2008年3月18日车站划归上海铁路局，成为济南铁路局与上海铁路局在京沪线上的局界站，由徐州车务段管辖，不办理客货运业务
利国站目前为四等站，站场设有2条正线、3条到发线。另设有已废弃的货运设施，包括1条货物线、1座货物站台、铁矿专用线等。2012年铁路部门对京沪铁路本站至韩庄站区间进行改造，使得通过列车时速由原先的120公里提高到160公里。